# Kerry Armstrong
Kerry Armstrong, född 3 januari eller 12 september 1958 i Sydney, Australien, är en australisk skådespelerska. För svensk TV-publik är hon mest känd i rollen som Lynn Warner i långköraren Kvinnofängelset.

## Filmografi (urval)
- 1979 – Kvinnofängelset
- 1984 – Mord och inga visor
- 1985 – Dynastin
- 1990 – Innan lyckan vänder
- 2001 – Lantana